# Индекс пересечения (алгебраическая топология)
Индекс пересечения — гомологический инвариант, характеризующий алгебраическое (то есть учитывающее ориентацию) число точек пересечения двух подмножеств дополнительных размерностей в евклидовом пространстве или ориентированном многообразии (находящихся в общем положении).
В случае неориентируемого многообразия в качестве кольца коэффициентов для гомологии рассматривается {\displaystyle \mathbb {Z} _{2}}.